# Przyszowice
Przyszowice (deutsch Preiswitz) ist eine Ortschaft in Oberschlesien. Administrativ liegt sie in der Gemeinde Gierałtowice (Gieraltowitz) im Powiat Gliwicki (Landkreis Gleiwitz) in der Woiwodschaft Schlesien.

## Geografie

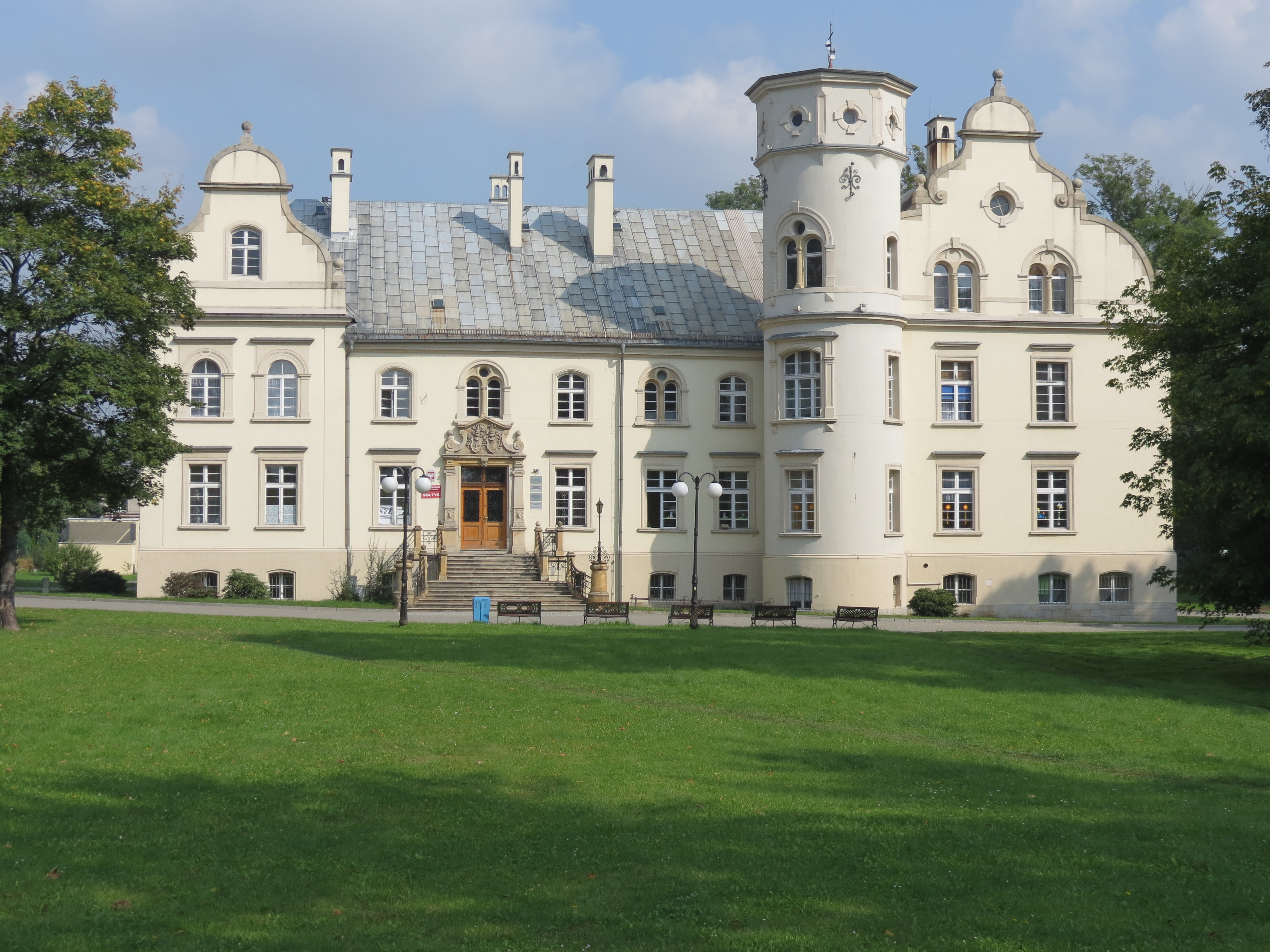
Das Schloss

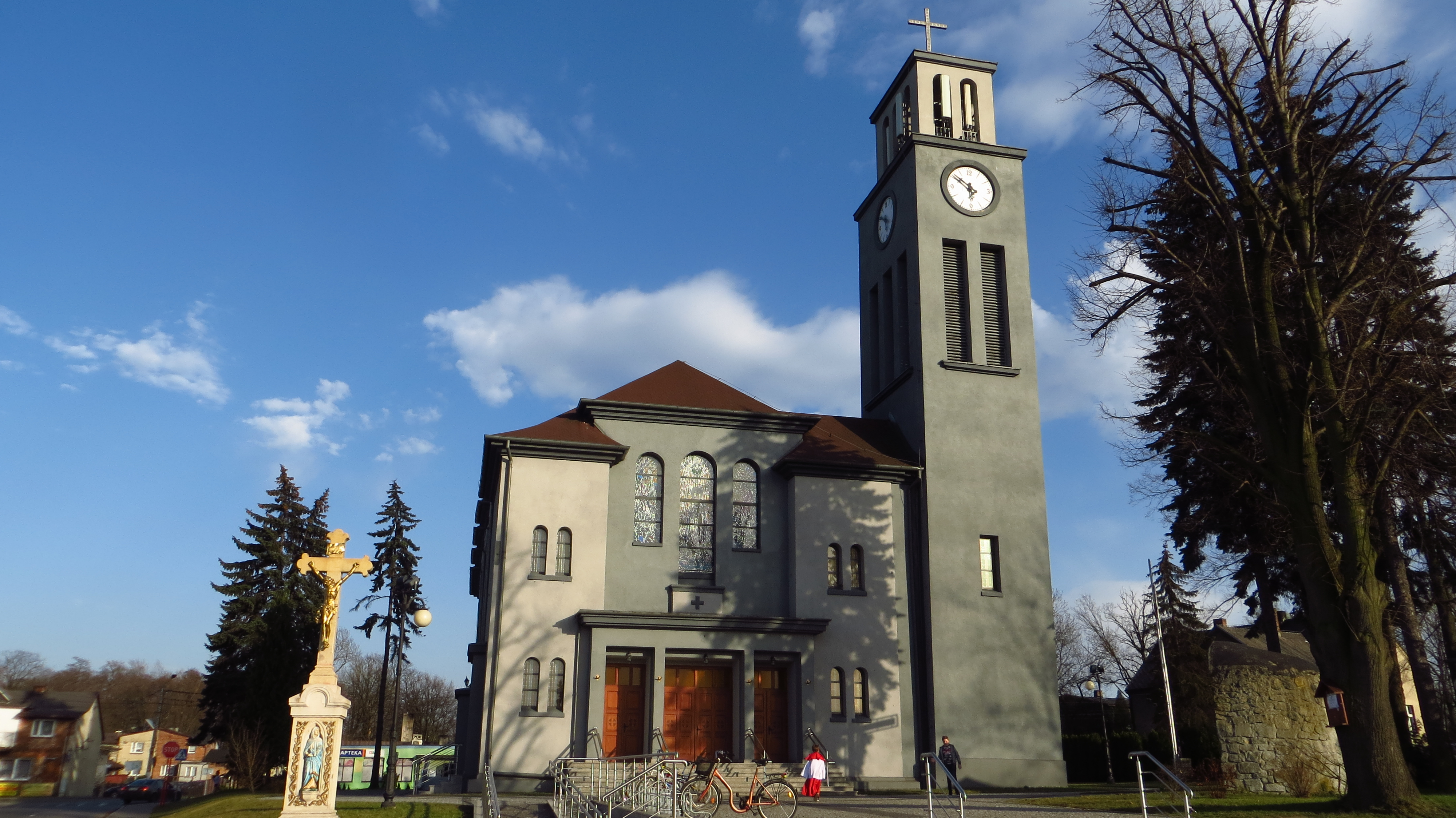
Die Johannes-Nepomuk-Kirche

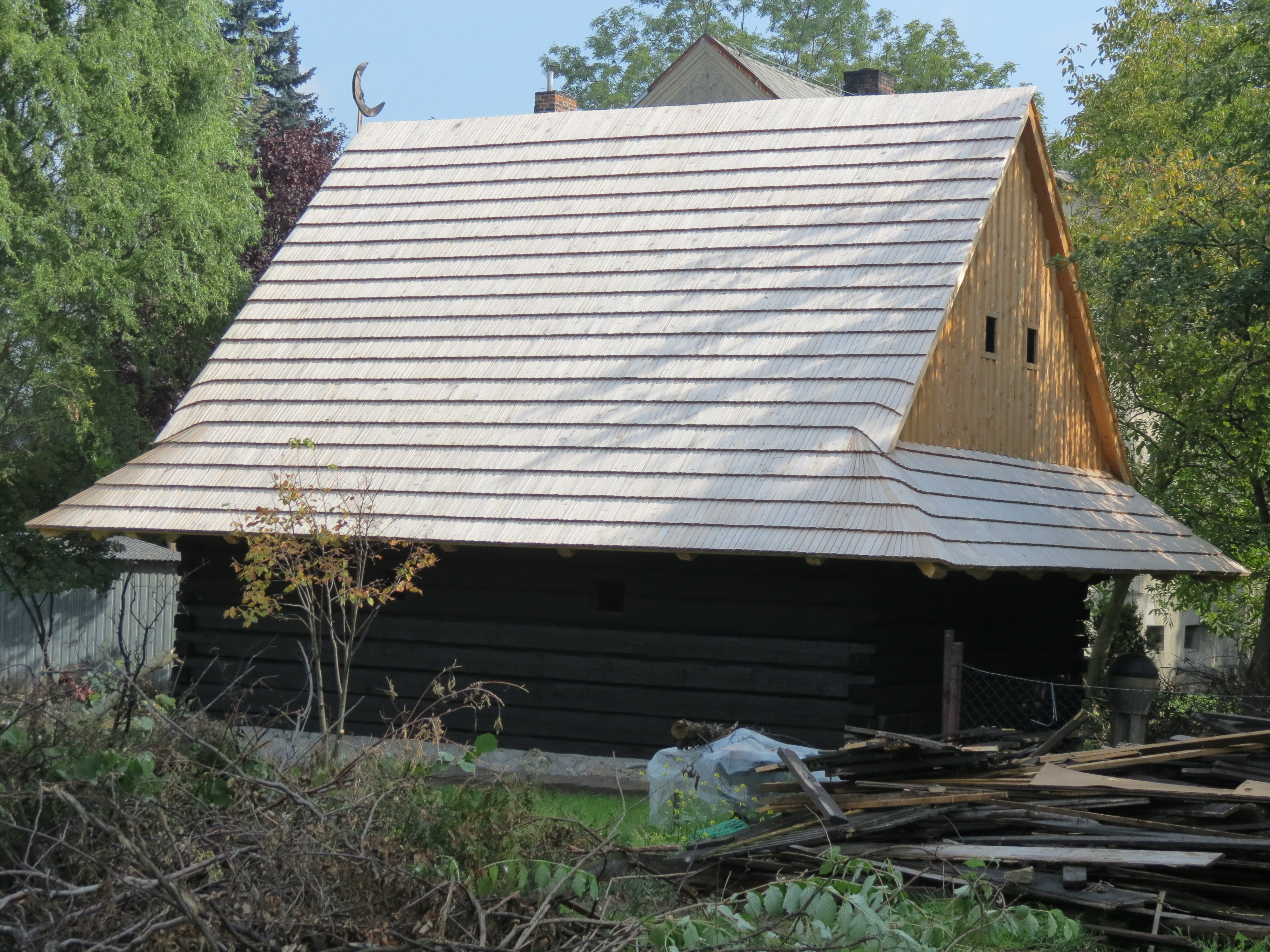
Historischer Getreidespeicher

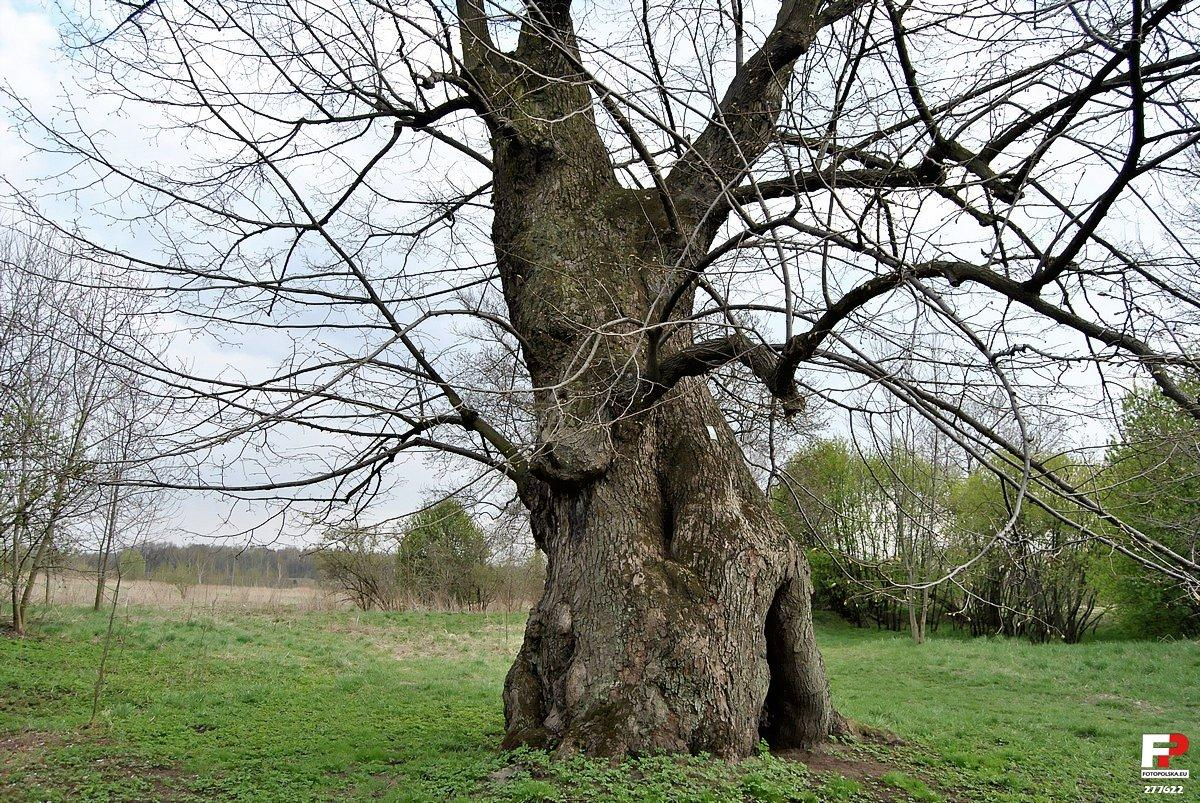
Alter Lindenbaum

Przyszowice liegt fünf Kilometer nordwestlich vom Gemeindesitz Gierałtowice (Gieraltowitz), sieben Kilometer südöstlich von der Kreisstadt Gliwice (Gleiwitz) und 18 Kilometer westlich von der Woiwodschaftshauptstadt Kattowitz.
In der Nähe fließt der Fluss Klodnitz.

## Geschichte
Der Ort entstand spätestens im 13. Jahrhundert und wurde 1295–1305 im Liber fundationis episcopatus Vratislaviensis (Zehntregister des Bistums Breslau) erstmals urkundlich als „Przyssowitz“ erwähnt. 1429 folgte eine Erwähnung als Preischewiz.
1742 kam der Ort mit dem Großteil Schlesiens an Preußen. Der Ort wurde 1783 im Buch Beyträge zur Beschreibung von Schlesien als Preisowi(t)z erwähnt, gehörte einer Dorothea von Werner und lag im Kreis Tost bzw. Gleiwitz des Fürstentums Oppeln. Damals hatte er drei Vorwerke, eine katholische Kirche und Schule, 41 Bauern, 26 Gärtner, einige Häusler und 340 Einwohner. Später wechselte der Ort vom Landkreis Tost zum Landkreis Rybnik. 1865 bestand Preiswitz aus einem Dorf und einem Rittergut. Das Rittergut gehörte dem Kreisdeputierten Guido von Raczek. Zum Rittergut gehörten die Vorwerke Briegerhof, Miserauerhof, Oberhof und Maczeborniahof. Der Ort hatte zu diesem Zeitpunkt 21 Bauern, 15 Halbbauern, 18 Gärtner, elf Halbgärtner, fünf Ackerhäusler, acht Angerhäusler und vier Müller, sowie ein gestiftetes Hospital für drei Arme. Zur Gemeinde gehörten zudem die Miserauer Mühle, die Meisersche Mühle, die Briegerhofer Mühle und eine Chausseehebestelle. Die zweiklassige katholische Schule hatte zu diesem Zeitpunkt 226 Schüler.
Bei der Volksabstimmung in Oberschlesien am 20. März 1921 stimmten im Ort 340 Wahlberechtigte für einen Verbleib Oberschlesiens bei Deutschland und 889 für eine Zugehörigkeit zu Polen. Preiswitz kam nach der Teilung Oberschlesiens 1922 an Polen. Bis 1922 befand sich der Ort im Landkreis Tost-Gleiwitz. Von 1922 bis 1924 befand sich der Ort im Powiat Rudzki, danach kam er an den Powiat Rybnicki. Während der deutschen Besetzung von 1939 bis 1945 befand er sich im Gau Oberschlesien.
Nach dem Einmarsch der Sowjetarmee im Januar 1945, übte diese ein Massaker an der örtlichen Zivilbevölkerung aus. Dabei wurden etwa 70 Personen ermordet. 1945 kam der Ort wieder an Polen und zur Woiwodschaft Schlesien und wurde ins polnische Przyszowice umbenannt. 1950 kam der Ort zur Woiwodschaft Kattowitz. 1999 kam der Ort zum wiedergegründeten Powiat Gliwicki und zur neuen Woiwodschaft Schlesien.

## Bauwerke und Sehenswürdigkeiten
- Das Schloss aus dem frühen 19. Jahrhundert, umgebaut von 1890 bis 1895 durch die Familie von Raczek.
- Die Johannes-Nepomuk-Kirche von 1938 im modernen Stil.
- Historischer Getreidespeicher aus Holz.
- Das Schulgebäude aus dem Jahr 1902.
- Diverse Wegkreuze

## Persönlichkeiten
- Stefan Cichy (* 1939), emeritierter Bischof von Legnica (Liegnitz)